# Riserva regionale Abetina di Rosello
La riserva naturale Abetina di Rosello è un'area naturale protetta situata nei comuni di Rosello e Agnone, nelle province rispettivamente di Chieti e Isernia ed è stata istituita nel 1997.

## Territorio e Gestione
La riserva è gestita dalla Società SILVA s.r.l. ed è sita nei pressi del centro abitato di Rosello in provincia di Chieti.
La riserva si estende nel territorio del Medio Sangro al confine tra l'Abruzzo e il Molise, dove scorre il Turcano. Ha una superficie di 211 ettari, grazie all'ampliamento del 1997, in seguito al quale è diventata Riserva Naturale Regionale; in origine aveva una superficie di 170 ettari, risalenti all'istituzione dell'Oasi Naturale del 1992.
L'Abetina si trova in comprensorio montano ad alto valore naturalistico e paesaggistico, caratterizzato da scarsa antropizzazione; la sua altitudine varia tra gli 850 metri e i 1.179 metri di Monte Castellano.

## Flora
La vegetazione della riserva è stata la causa principale della sua istituzione. Diversi lembi di abetine spontanee si sviluppano nell'appennino abruzzese e molisano, alcune delle quali molto importanti per la conservazione di una certa diversità floristica e di associazioni vegetali oggi altrove per lo più scomparse o fortemente degradate (cfr. la riserva della biosfera di Colle Meluccio). Gli abeti dell'Italia centrale vengono distinti dal tipo alpino per l'adattamento ad estati più calde che hanno sviluppato, incrementandone il valore protezionistico: Abies alba subsp. appennina Giacobbe, tipica della riserva, a differenza delle specie alpine è una pianta eliofila (germina e cresce preferibilmente ad una buona esposizione al sole) e con aghi all'apice arrotondati, differenze che hanno portato alla classificazione della sottospecie endemica.
Nel bosco agli abeti si alternano le specie tipiche della faggeta appenninica: aceri, frassini, cerri e tigli, oltre ad una abbondante presenza di faggi. Sporadici gli agrifogli e i tassi. Recentemente è stata segnalata la presenza nel sottobosco della rara Epipactis purpurata.
Altre piante della riserva:
- alberi[2]: acero di Lobelius, tiglio, frassino maggiore, olmo montano, carpino bianco, cerro, nocciolo, ciavardello, sorbo montano, acero montano.
- sottobosco[2]: pungitopo, felce, Lycoperdon perlatum.
- fiori[2]: gigli martagoni, bucaneve, anemone dell'Appennino, scilla, sigillo di Salomone, aquilegia, uva di volpe, orchidee, baccaro;
  - velenosi[2]: belladonna e berretta del prete.
- piante e fiori ai margini del bosco[2]: ciliegi, peri, prugnoli, biancospini, corniole, rose canine e gigli rossi.

## Fauna
- Ittiofauna: trote,
- Mammiferi[3]: martora, lupi, gatti selvatici, tasso, cinghiale, capriolo, pipistrelli.
- Avifauna: poiane, gheppi, sparvieri[3], allocchi[3], barbagianni, nibbio reale,  colombacci[3], gufo comune[3], ghiandaia[3], colombella[3], tordela[3], ciuffolotto[3], tordo[3], bottaccio[3], balia dal collare[3], cincia bigia alpestre[3], rampichino alpestre[3], fringuello[3], regolo[3], falco pecchiaiolo[3], astore[3], picchio nero[3], fiorrancino[3].
- Anfibi[3]: diverse specie di rane tra cui la rana italiana, l'Ululone appenninico, la Salamandrina dagli occhiali, alcune specie di tritoni.
- Crostacei ed insetti[3]: gambero di fiume, buprestide Eurythyrea austriaca oltre a numerose altre specie di coleotteri.